# Cassia (gènere)

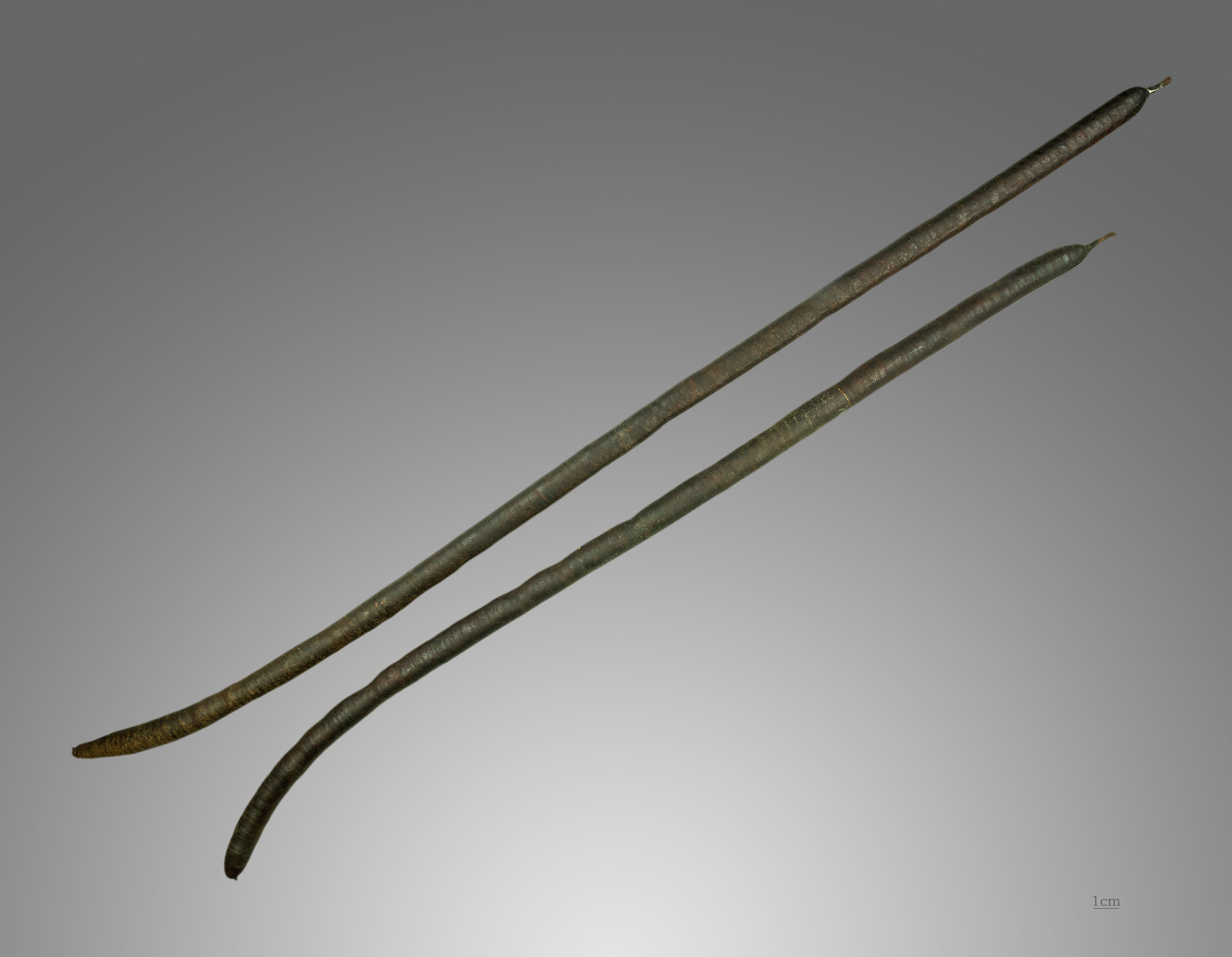
Cassia sieberiana Fruiets

Cassia és un gènere de plantes amb flor de la subfamília Caesalpinioideae.

## Característiques
Són arbres de flors sovint espectaculars i fruits en beina.
El gènere tenia abans més de 600 espècies però moltes han passat actualment als gèneres Senna i Cinnamomum.

## Taxonomia
- Cassia abbreviata Oliv.
- Cassia aciphylla A.Gray
- Cassia afrofistula Brenan
- Cassia agnes (de Wit) Brenan
- Cassia aldabrensis Hemsl.
- Cassia angolensis Hiern
- Cassia arereh Delile
- Cassia artemisioides DC.
- Cassia aubrevillei Pellegr.
- Cassia bakeriana Craib
- Cassia barclayana Sweet
- Cassia brewsteri (F.Muell.) F.Muell. ex Benth.
- Cassia burttii Baker f.
- Cassia cardiosperma F.Muell.
- Cassia charlesiana Symon
- Cassia chatelainiana Gaudich.
- Cassia circinnata Benth.
- Cassia cladophylla W.Fitzg.
- Cassia concinna Benth.
- Cassia coronilloides Benth.
- Cassia costata J.F.Bailey & C.T.White
- Cassia cowanii H.S.Irwin & Barneby
- Cassia desolata F.Muell.
- Cassia eremophila Vogel
- Cassia fastuosa Willd. ex Benth.
- Cassia ferraria Symon
- Cassia ferruginea (Schrad.) Schrad. ex DC.
- Röhren-Kassie (Cassia fistula L.)
- Cassia goniodes Benth.
- Cassia grandis L. f.
- Cassia hammersleyensis Symon
- Cassia harneyi Specht
- Cassia helmsii Symon
- Cassia hintonii Sandwith
- Cassia hippophallus Capuron
- Cassia javanica L.
- Cassia johannae Vatke
- Cassia leiandra Benth.
- Cassia leptoclada Benth.
- Cassia leptophylla Vogel
- Cassia lineata (Sw.) Greene
- Cassia luerssenii Domin
- Cassia madagascariensis Bojer
- Cassia magnifolia F.Muell.
- Cassia manicula Symon
- Cassia mannii Oliv.
- Cassia marksiana (Bailey) Domin
- Cassia midas H.S.Irwin & Barneby
- Cassia moschata Kunth
- Cassia ×nealiae H.S.Irwin & Barneby (= C. javanica × C. fistula)
- Cassia nemophila Vogel
- Cassia neurophylla W.Fitzg.
- Cassia notabilis F.Muell.
- Cassia oligoclada F.Muell.
- Cassia oligophylla F.Muell.
- Cassia phyllodinea R.Br.
- Cassia pilocarina Symon
- Cassia pleurocarpa F.Muell.
- Cassia pruinosa F.Muell.
- Cassia queenslandica C.T.White
- Cassia regia Standl.
- Cassia renigera Benth.
- Cassia retusa Vogel
- Cassia roxburghii DC.
- Cassia rubriflora Ducke
- Cassia sieberiana DC.
- Cassia spruceana Benth.
- Cassia stowardii S.Moore
- Cassia sturtii R.Br.
- Cassia thyrsoidea Brenan
- Cassia tomentella (Benth.) Domin
- Cassia venusta F.Muell.